# Mammoth Cave National Park
Mammoth Cave National Park er en nationalpark, biosfærereservat og et verdensarvområde i delstaten Kentucky i USA. Parken blev etableret 1. juli 1941, og er på 213 km². Den vigtigste attraktion i nationalparken er Mammoth Cave, som er verdens længste grottesystem med 630 km kendte gange. Det fuldstændige navn på systemet er Mammoth-Flint Ridge Cave System.
Bjerggrunden i området er kalksten med et lag sandsten på toppen.
Der har været menneskelig aktivitet i området i mere end 6.000 år. Arkæologiske udgravninger, kombineret med kulstof 14-datering af godt bevaret menneskeligt affald viser at hulerne har været beboet/brugt både under den tidlige jæger/samler-kulturtrin og senere jorddyrkende tid.
Under krigen i 1812 var gruberne interessant på grund af forekomsterne af salpeter og kalciumnitrat. Interessen for grotterne som turistmål begyndte i 1830'erne. Jenny Lind besøgte grotterne i 1851, og Ole Bull skal have givet en koncert her. Der blev anlagt jernbane i 1886 og flodhavn 1906.
Det meste af parkens areal ligger i Edmonson County, men parken har også mindre områder som strækker sig østover ind Hart og Barren County.
De første initiativer for fredning startede i 1926. Nationalparken blev oprettet i 1941; den blev verdensarvsområde i 1981 – som landets fjerde, og biosfærereservat i 1990.
Blandt dyrelivet i hulerne er der otte forskellige flagermusarter, Kentucky-hulerejer, fiskearten amblyopsis spelaea og halepadder. Over jordoverfladen ligger floden Green River, 110 kilometer vandrestier, jordfaldshuller og kilder. Der er aldrig fundet fossiler eller rester af mammuter i grotterne, og navnet refererer til grotternes størrelse.